# Sorbus albopilosa
Sorbus albopilosa är en rosväxtart som beskrevs av Tse Tsun Yu och L.T. Lu. Sorbus albopilosa ingår i släktet oxlar, och familjen rosväxter. Inga underarter finns listade i Catalogue of Life.